# 安久谷
安久谷（あくや）は、千葉県市原市にある大字。郵便番号は290-0509。

## 概要
市原市南部に位置する。

## 地理
北は米沢、東は原田、南は江子田、西は牛久と接する。

## 歴史

### 沿革
江戸時代は市原郡に属する村の一部であった。
- 1967年 - 加茂村と共に合併市原市の一部となった。

## 世帯数と人口
2017年（平成29年）11月1日現在の世帯数と人口は以下の通りである。
| 町丁字 | 世帯数  | 人口  |
| ------ | ------- | ----- |
| 安久谷 | 101世帯 | 221人 |

## 通学区域
市立小学校・市立中学校及び県立高等学校の通学区域は以下の通りである。
| 町丁字 | 範囲 | 小学校             | 中学校             | 高等学校 |
| ------ | ---- | ------------------ | ------------------ | -------- |
| 安久谷 | 全域 | 市原市立内田小学校 | 市原市立南総中学校 | 第9学区  |

## 施設
- 市原市立南総中学校
- 十二天神社

## 交通

### 鉄道
駅はないが最寄りは上総牛久駅である。

### バス
最寄りバス停（安久谷）
| 系統       | 経由           | 行き先     | 参考        |
| ---------- | -------------- | ---------- | ----------- |
| 牛01、茂28 | 長南営業所     | 茂原駅南口 | [ 8 ] [ 9 ] |
| 牛01、茂28 | 牛久マーケット | 牛久駅     | 上記と同じ  |

### 道路
1. 高速道路
  - なし
2. 国道
  - 国道409号
3. 県道
  - 千葉県道284号鶴舞牛久線
4. 主要市道
  - なし